# Hundakärr
Hundakärr är en sjö i Marks kommun i Västergötland och ingår i Viskans huvudavrinningsområde.